# Voh
Voh – miasto na Nowej Kaledonii (terytorium zależne Francji). Według danych szacunkowych na rok 2008 liczy 2384 mieszkańców.